# Хміль Марія Юріївна
Марія Юріївна Хміль (4 серпня 1928 — ?) — українська радянська діячка, ланкова колгоспу імені Жданова села Михайлевичі Рудківського (Самбірського) району Дрогобицької (Львівської) області. Герой Соціалістичної Праці (27.07.1954).

## Біографія
Народилася в селянській родині. Працювала в сільському господарстві.
З початку 1950-х років — ланкова колгоспу імені Жданова села Михайлевичі Рудківського (тепер — Самбірського) району Дрогобицької (тепер — Львівської) області.
27 липня 1954 року Марії Хміль було присвоєно звання Героя Соціалістичної Праці з врученням ордена Леніна і золотої медалі «Серп і молот» за одержання високих врожаїв цукрових буряків у 1953 році. Одержала врожай цукрових буряків 600 центнерів з гектара на площі 5 гектарів.
Потім — на пенсії в селі Вістовичі Самбірського району Львівської області.

## Нагороди
- Герой Соціалістичної Праці (27.07.1954)
- орден Леніна (27.07.1954)
- медалі